# 공법

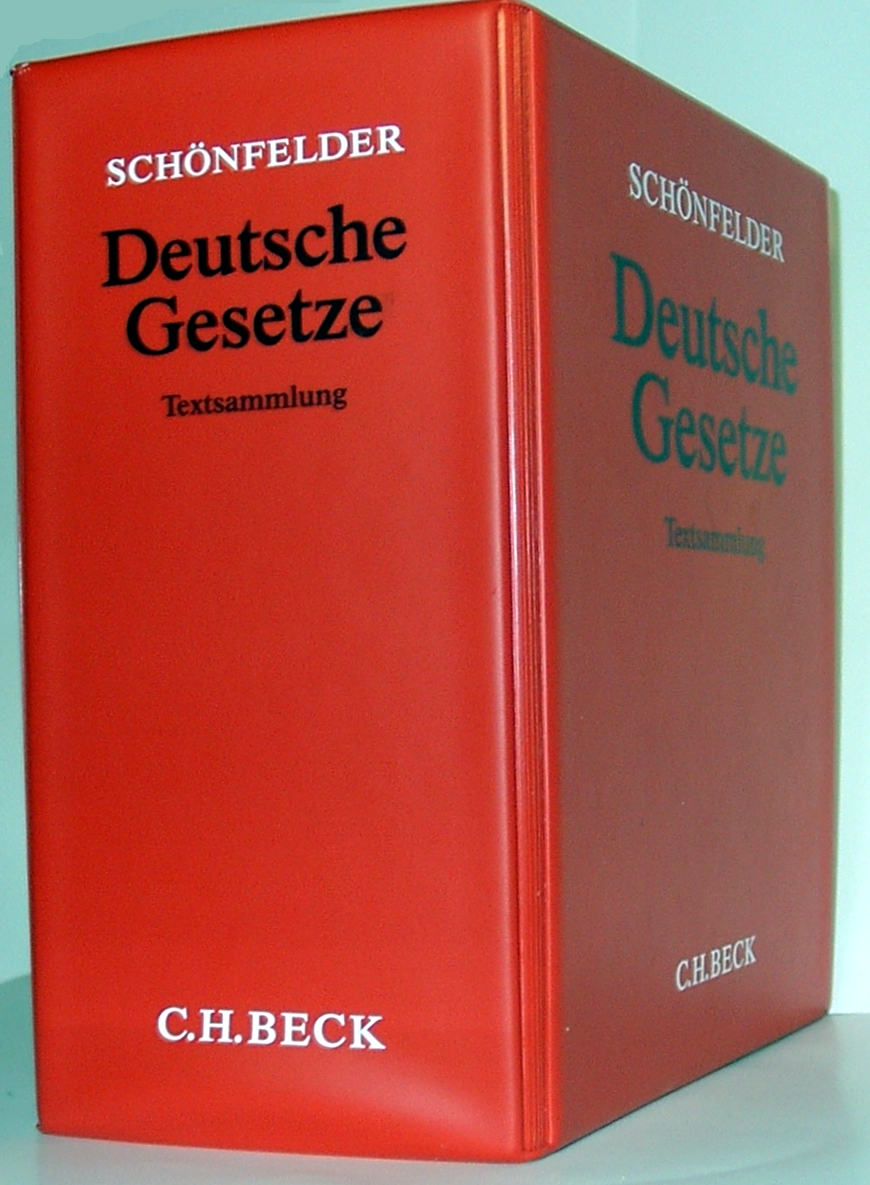

공법(公法, 영어: public law)은 국가의 조직이나 공공단체 상호간 또는 이들과 개인의 관계를 규정하는 법률로 헌법·행정법·형법·소송법·국제법 등이 이 법에 해당한다. 즉, 국가적, 공익적, 권력적, 윤리적(倫理的), 타율적, 비대등적 관계를 규율하는 법이다. 이에 대해 사법(私法)은 개인의 의무와 권리에 대하여 규정한 법률로, 민법과 상법을 들 수 있다. 즉, 개인적, 사익적, 비권력적, 경제적, 자율적, 대등적 관계를 규율하는 법이다.

## 구별실익
강력한 중앙집권적 전제국가가 존재하던 로마시대, 근대에는 공사법 구별이 엄격하였다. 반면에 개인주의가 발달한 시대에는 사법의 영역이 확장되었다. 최근 복지국가사상이 발달하면서 공사법 구별이 엄격해지고 있다. 즉, 사적자치가 발달하면 공사법이 부정되고, 국가의 권력이 강력해지면 공사법의 구별이 엄격해진다. 이를 통해서, 공법을 사법에서 굳이 분리하려는 이유는, 국가와 개인이 소송할 때는, 개인과 개인이 소송할 때보다 국가에게 더 유리하게 판결을 하기 위해 공법이 사법에서 분리된다는 것을 알 수 있다. 영미법은 1천년이 넘도록 공사법 구별이 없이 사법으로만 규율하였는데, 20세기에 들어서 공법이 등장하고 있다는 것은, 영미법에서 개인주의나 사적자치가 후퇴하고 국가주의가 강화되고 있다는 의미로도 해석될 수 있다.
공법과 사법의 구별은 구체적 법률관계에 적용할 법규나 법원칙을 결정하기 위해, 또한 분쟁해결을 위한 쟁송수단의 선택과 결정을 위해서 필요하다.

## 공법과 사법의 관계
최근에 새로이 정립되는 사회법(노동법 및 경제관계법)은 사법과 공법이 융합된 것으로 사법의 공법화 경향을 보여준다. 공법·사법의 이원적 체계를 인정하지 않고 보통법의 지배 원리에 의한 일원적 체계의 영미법계에서는 20세기에 들어오면서 행정법의 성립과 함께 공법과 사법의 구별 문제가 대두되기 시작하였다.

### 구별 부정설
구별 부정론은 공법 관계도 그 본질에서는 사법 관계와 같은 법률관계인 점에서 차이가 없으며, 노동법·사회법·경제법 등과 같이 공법과 사법의 어느 하나에만 속하지 않는 새로운 법 현상이 출현하는 것을 이유로 공법과 사법의 구별을 부정하는 견해이다.
- 영미법은 전통적으로 공사법 구별을 부정한다. 그러나 형법, 민사소송법, 형사소송법, 국제법이 없다는 의미는 아니다.
- 한스 켈젠은 공법이란 법학에 대한 정치의 침입을 옹호하기 위한 것이라면서 공사법 구별을 부정했다.

### 구별 긍정설
구별 긍정론 가운데 실체법상의 구별 필요성은 우리의 현행 법질서는 공법 관계인가 사법 관계인가에 따라 적용될 법규나 법원칙을 달리하므로 구체적 법률관계에 적용할 법규나 법원칙을 결정하기 위하여 공법과 사법의 구별은 필요하다. 예컨대 행정 주체와 사인(私人)간에 계약을 체결할 경우 공법상 계약이냐 사법상 계약이냐에 따라서 적용 법규나 법원칙이 달라지는 경우가 있다. 이처럼 절차법상의 구별 필요성은 구체적인 법적 분쟁이 있을 경우 이의 해결을 위한 쟁송 수단의 결정을 위하여 공법과 사법의 구별은 필요하다.
- 이익설 : "로마 자신을 위한 법은 공법이요, 각 개인의 이익을 위하여 존재하는 법은 사법이다."라는 도미티우스 울피아누스의 말에 기원을 두는 것으로, 로마시대의 통설로서, 2000년된 학설이다.
- 주체설 : 게오르크 옐리네크가 주장한 이래 오늘날 독일의 통설이다. 100년된 학설이다.
- 법률관계설
- 생활관계설 : 정치, 단체적 생활관계를 규율하는 것을 공법. 민사, 개인적 생활관계를 규율하는 것을 사법으로 나누는 견해이다. 다만 두 생활관계의 구분이 항상 명확한 것은 아니다.

## 공법관계
공법 관계(公法關係)는 사법 관계(私法關係)와는 대응하는 개념으로 국가와 국가와의 관계·공공 단체 상호간의 관계·국가와 개인과의 관계 등 권력 관계·통치 관계 및 공익에 관한 사항을 규정하는 공법상의 법률관계를 말한다. 그러나 사법 관계와는 달리 당사자의 자치가 인정되지 않고 당사자가 대등한 지위에 있지 않으며 법률관계의 변동이 법에 구속된다. 공법 관계에서는 행정 주체가 상대방의 의사에 관계없이 일방적으로 획일·평등하게 규율하는 경우가 많으며, 사법 관계의 원칙이 그대로 적용되지 않는다. 국고관계 등이 있다.

## 구별기준
구체적 분쟁이 발생했을 때, 그 사건이 행정사건인지 민사사건인지, 항고소송, 당사자소송의 행정소송인지 민사소송인지는 일반국민은 물론이고 법률전문가도 정확히 판단하기가 어렵다. 판례는 ｢산업집적활성화 및 공장설립에 관한 법률｣상의 입주계약의 해지는 행정처분으로 보지만, 국유재산법상 일반재산인 국유림에 대한 대부료의 납입고지는 사법상의 이행청구로 본다.

## 같이 보기
- 사법 (법률)